# Maria Àngels Ull Solís
Maria Àngels Ull Solís (Valencia, 18 de julio de 1951), profesora titular de bioquímica y biología molecular —desde 1990— en el departamento de Bioquímica y Biología Molecular de la Facultad de Ciencias Biológicas de la Universidad de Valencia. Además, a efectos de investigación está adscrita a la ERI de Estudios de Sostenibilidad.

## Formación y carrera científica
Mª Àngels Ull Solís es licenciada en Ciencias Biológicas (1976) y doctora en Bioquímica y Biología Molecular (1986), por la Universidad de Valencia.
Ha trabajado como docente desde 1990, anteriormente contratada en la Universidad de Valencia desde 1976 lo que supone una experiencia de más de treinta años en la docencia universitaria. Período de dedicación a la gestión (1990-2002) ocupando diversos cargos.  En la actualidad, participa en el proyecto financiado por el Ministerio de Ciencia e Innovación “Sostenibilización Curricular en los planes de Grado: revisión de las competencias básicas para la sostenibilidad en las guías docentes; desarrollo y evaluación”.
También ha impartido cursos de doctorado interuniversitario de Educación Ambiental, en el que participaron 8 universidades. Directora del curso de postgrado de “Protección, conservación y manejo de los espacios naturales protegidos”.
Autora, junto con Pilar Aznar, del libro “La responsabilidad por un mundo sostenible: propuestas para padres y profesores” (2012). 
Ha sido decana de la Facultad de Ciencias Biológicas (1990-1993), la primera de los centros del Campus de Burjasot (reconocido por la Unidad de Igualdad de la Universidad de Valencia en 2016). También ha sido directora general de Conservación del Medio Natural de la Consejería de Medio Ambiente de la Generalidad Valenciana (1994-1995). Delegada del Rector en temas de Medio Ambiente de la Universidad de Valencia (1996-2002). Delegada del Colegio Oficial de Biólogos en la Comunidad Valenciana (1982-2000). Presidenta de la Comisión Académica del Título de Ciencias Ambientales de la Universidad de Valencia (2001). Actualmente es Presidenta de la Asociación Valenciana de Educación Ambiental y Desarrollo Sostenible (AVEADS).

## Investigaciones
Mª Ángeles Ull Solís participa en proyectos de I+D+i, dentro de ellos se encuentra “Ambientalización Curricular: diseño y análisis de intervenciones de diálogo disciplinar para el desarrollo de competencias sostenibilizadoras básicas en la educación universitaria”. También es miembro de una red prestigiosa de investigación que es: ERI (Entidad de Investigación Interdisciplinar) de  “Estudios sobre Sostenibilidad” de la Universidad de Valencia.

## Publicaciones
Publicó varios artículos en varias revistas científicas relacionadas con la Educación Ambiental, Sostenibilidad y Educación Superior así como 288 páginas de libro que ella escribió en este mismo dominio.
Participó en la publicación de varios artículos así como:
- Ull, M. A.; Albert Piñero, A.; Martínez Agut, M. P. y Aznar Minguet, P (2014) “Preconcepciones y actitudes del profesorado de Magisterio ante la incorporación en su docencia de competencias para la sostenibilidad” Enseñanza de las Ciencias. 32 (2): 91-112.
- MARIA ÀNGELS ULL ; AZNAR, P.; MARTINEZ, M.; PALACIOS, B. y PIÑERO, A. (2009) Competencias para la sostenibilidad y currícula universitarios.
- MARIA ÁNGELS ULL; AZNAR, PILAR; PIÑERO, ALBERT y MARTÍNEZ, Mª PILAR (2007). Introducción a la Ambientalización en los Curricula de las Ciencias Farmacéuticas en Edusfarm.

También ha participado en numerosos congresos así como:
- Ull. M.A. “Competencias para la Sostenibilidad y Competencias en Educación para la Sostenibilidad”.
- Ull, M.A.; Aznar Minguet, P.; Martínez Agut, M.Pª.y Piñero, A. “Competencias para la sostenibilidad en las Guías Docentes de los Grados de Ciencias Sociales”
- Ull, M.A.; Aznar Minguet, P.; Martínez Agut, M.Pª.y Piñero, A. “Competencias para la sostenibilidad en las Guías Docentes de los Grados de Ciencias Sociales”

El 29 de marzo de 1980 le publican un artículo sobre la base de su teoría científica sobre la repoblación forestal equivocada de pinos causa de incendios, el periódico El País.

## Premios y Prestigio
Reorientó su investigación hacia la introducción de Competencias para la Sostenibilidad en los estudios universitarios, área en la que trabaja desde hace 10 años con un equipo multidisciplinar en la que han desarrollado varios proyectos de investigación financiados por la Comunidad Autónoma, la propia Universidad de València.
En abril del 2016, la Universidad de Valencia rinde homenaje a Maria Àngels Ulls, y otras 55 mujeres más, por ser pioneras en los órganos de gobierno de sus centros, las primeras mujeres decanas, vicedecanas, secretarias y vicesecretarias de cada uno de las facultades y escuelas de la UV. 